# 楠木正盛
楠木 正盛（くすのき まさもり）は、安土桃山時代の武将。名は盛信（もりのぶ）とも。伊勢国楠城第8代城主。楠木氏嫡流伊勢楠木氏第8代当主。楠木正成から続く楠木宗家の最後の惣領。

## 生涯
永禄12年（1569年）、村田盛邦（通称を庄三郎、後に楠木盛邦）の嫡子として誕生。母は伊勢楠木氏第7代当主楠木正具の次女。神戸氏第4代当主神戸具盛は曽祖父（母方の祖母の父）である。幼名を十郎といい、はじめは楠木氏ではなく村田氏の人である。
天正4年（1576年）5月7日、母方の祖父・正具が石山合戦天王寺の戦いで本願寺勢力方として討死（『全休庵楠系図』）。しかし、正具には嗣子がなく（『全休庵楠系図』）、伊勢楠木氏元当主で曽祖父の楠木正忠の命で、楠木氏の成員となり、実父を後見人、祖父の故・正具を系図上の父として伊勢楠木氏第8代当主楠木盛信となった（『全休庵楠系図』）。当主となったのは、正忠の命ではなく、織田信長直々の命だったとする説もある（『楠町史』）。同時に、楠城第8代城主に就任（『楠町史』）。名は後に正盛に改名した（『楠町史』）。伊勢楠木氏の常として、引き続き北畠氏に重臣として仕えたが、このときの北畠家当主北畠具豊（のちの織田信雄）は織田氏の出であり、先代当主の祖父・正具は織田氏に徹底抗戦を貫いて戦死しているため、やや複雑な間柄である。
滝川儀太夫（滝川益氏？滝川益重？）の娘を妻として娶った（『勢州軍記』）。そのため、前田利益（前田慶次）は、正盛の義理の兄という続柄となる（ただし前田利益の出自も諸説ある）。
当時の分限帳を見る限りでは、天正11年（1583年）の段階で楠領の知行を受ける武士に楠木氏が入っていないため、小牧・長久手の戦い以前に既に北勢から移動させられていた可能性もあるとされる。
天正12年（1584年）小牧・長久手の戦いに織田信雄・徳川家康方として参戦。峯城で敗退（『全休庵楠系図』）。
同年5月2日、加賀野井城への加勢のため、林与五郎（神戸与五郎、神戸氏第10代当主で織田信雄の家老）・林重蔵（与五郎の嫡子）・千種三郎左衛門（後藤賢豊の弟で、北勢四十八家千種家当主）らと共に、美濃国に転戦する（『勢州軍記』）。
降伏が豊臣方に受けれられないことがわかると、同月6日の子の刻に城から出て合戦を行うが敗退。林与五郎は逃れたが、重蔵と千草三郎左衛門ら主だった武将は討死、数え16歳の楠十郎（楠木正盛）と数え15歳の林松千代丸（林与五郎の息子）は生け捕りにされた（『勢州軍記』）。正盛が豊臣秀吉の御前に引き出されると、浅野弥兵衛尉（浅野長政）が助命を嘆願したが、秀吉はこれを聞き入れなかった（『勢州軍記』）。5月7日、斬首（『全休庵楠系図』）。同僚の松千代もまた、父母への別れの手紙をしたためたのち、同年9月10日に首を刎ねられた（『勢州軍記』）。
一次史料としては、毛利輝元宛の秀吉書状（5月9日付）に「彼加賀野井城、去七日攻崩、大将分ニ者、勢州住人采女・後藤・峯与八郎・あげき平三・楠十郎・千草常陸介・長ふけ」「一人も不漏刎首候」とあることから、楠十郎が実在し秀吉の命で処刑されたことが確認できる。
正盛の討死で、曽祖父・正忠からの血が全て絶えたことにより、ここに楠木宗家は絶家した（『全休庵楠系図』）。
一説に、弟がいて加太（現在の三重県亀山市加太市場）に逃れ、後に藤堂高次から無足人（郷士、準士分）として取り立てられ、加品村神主に任じられたとも言われているが、こちらの血筋も廃絶している（『楠町史』）。